# Paroeme semifemorata
Paroeme semifemorata är en skalbaggsart som först beskrevs av Louis Alexandre Auguste Chevrolat 1856.  Paroeme semifemorata ingår i släktet Paroeme och familjen långhorningar.
Artens utbredningsområde är:
- Gabon.
- Nigeria.

Inga underarter finns listade i Catalogue of Life.